# Neta V
Le Neta V (哪吒 V) est une automobile de type crossover sous-compact électrique produit par Neta Automobile, du groupe Hozon Auto et fabriquée par la Zhejiang Hezhong New Energy Automobile Company.

## Présentation

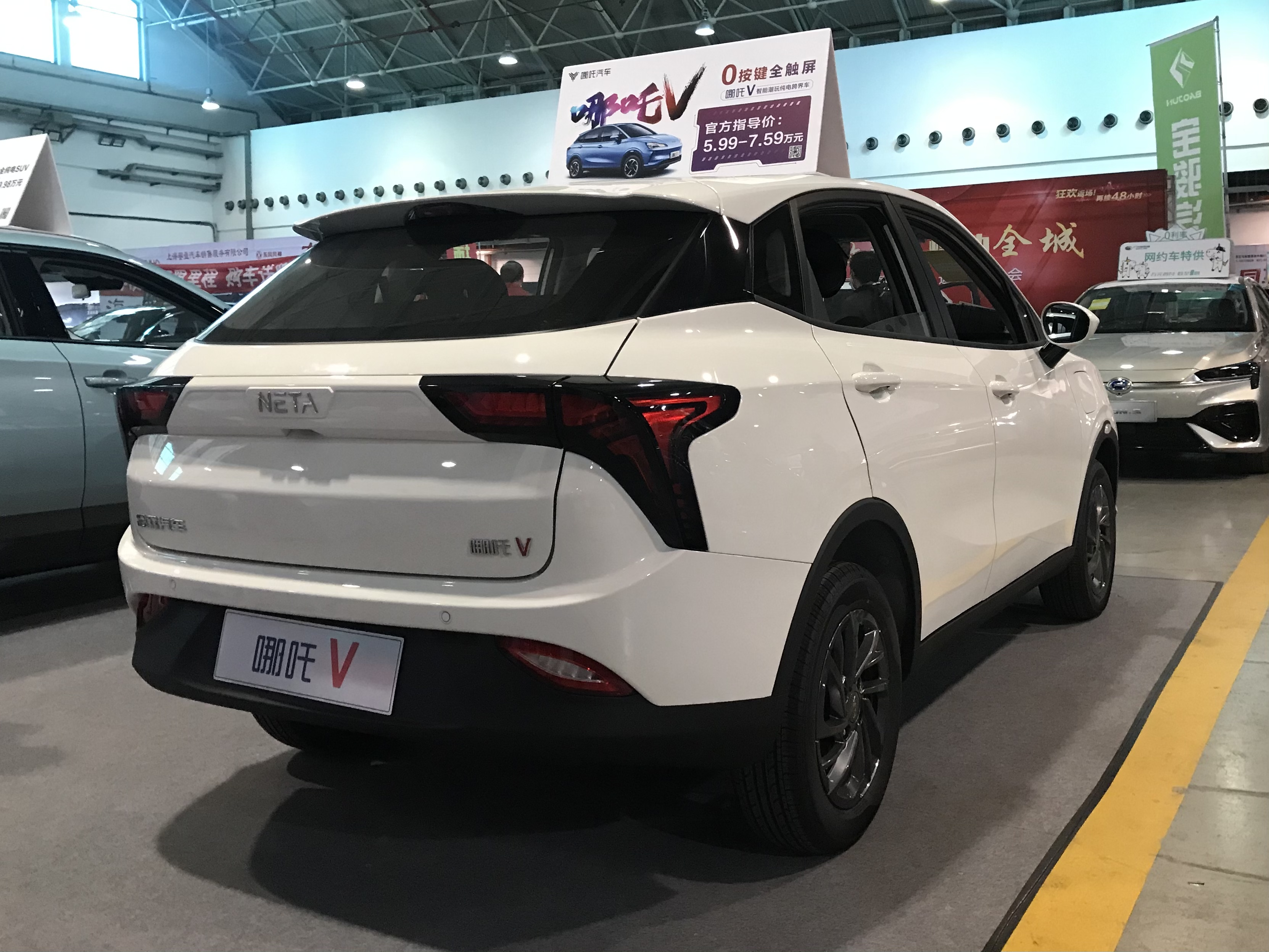
Neta V arrière

Le Neta V est lancé en 2020. Le Neta V repose sur la plateforme technique HPC qui est partagée avec le Neta U, et est alimenté par un seul moteur électrique à l'essieu avant partagé avec le Neta N01, avec une puissance de 76 ch (56 kW) et 175 N m de couple. Le Neta V est un véhicule électrique à batterie équipé d'une batterie au lithium-ion offrant une autonomie de 401 km.

### Renommer
En août 2023, le lifting du Neta V avec un extérieur et un intérieur améliorés a été lancé. Le véhicule a été renommé Neta Aya.

## Sécurité
Le Neta V a pour ASEAN a reçu 0 étoiles de l'ASEAN NCAP en 2024.